# Richard Delbrueck
Richard Delbrueck (auch Richard Delbrück, * 14. Juli 1875 in Jena; † 22. August 1957 in Bonn) war ein deutscher Klassischer Archäologe.

## Leben
Richard Delbrueck gehörte zu jener ursprünglich aus Alfeld an der Leine stammenden niedersächsischen Familie Delbrück, die im 19. Jahrhundert in Preußen und im Deutschen Kaiserreich einige einflussreiche Positionen innehatte. Sein Vater war Berthold Delbrück.
Delbruck studierte zunächst Nationalökonomie, bevor er sich dem Studium der Klassischen Archäologie zuwandte. Nach nur sechs Semestern an den Universitäten Neuenburg, München, Berlin und Bonn wurde er 1899 bei Georg Loeschcke in Bonn promoviert. Im Anschluss erhielt er das Reisestipendium des Deutschen Archäologischen Instituts (DAI) für das Jahr 1899/1900. Er habilitierte sich 1903 und wurde 1909 Professor. Von 1911 bis 1915 leitete Delbrueck die Abteilung Rom des Deutschen Archäologischen Instituts. Nach deren Schließung durch den Kriegseintritt Italiens war er als Referent im Preußischen Kriegsministerium und im Auswärtigen Amt tätig. 1922 übernahm er einen Lehrstuhl für Klassische Archäologie an der Universität Gießen, 1928 an der Universität Bonn. 1940 wurde er wegen seiner anti-nationalsozialistischen Haltung emeritiert.
Delbruecks Forschungsgebiete waren zunächst die römische Architekturgeschichte, Architektur und Kunst des Hellenismus sowie das Porträt, später vor allem die Kunst der Spätantike. Er regte das Corpus der hellenistischen Grabreliefs des Ostens an, das von seinem engen Freund Ernst Pfuhl bearbeitet und erst 1977–1979 von Hans Möbius herausgegeben wurde. Auf Delbrueck ging auch das von Franz Winter herausgegebene Projekt Die hellenistische Kunst in Pompeji zurück. Der Spätantike galten seine Materialsammlungen zu Consulardiptychen, zu Porphyrwerken und spätantiken Kaiserporträts.

## Schriften
Eine umfangreiche Bibliographie Richard Delbruecks bietet Andreas Alföldi:
- Beiträge zur Kenntnis der Linienperspektive in der griechischen Kunst. Bonn 1899 (Dissertation; Digitalisat).
- Hellenistische Bauten in Latium. Trübner, Strassburg 1912 (Digitalisat).
- Antike Porträts. Marcus & Weber, Bonn 1912.
- Bildnisse römischer Kaiser. Berlin 1914.
- Die Consulardiptychen und verwandte Denkmäler (= Studien zur spätantiken Kunstgeschichte. Band 2). De Gruyter, Berlin/Leipzig 1929. Text- und Tafelband (Digitalisat Textband).
- Antike Porphyrwerke (= Studien zur spätantiken Kunstgeschichte. Band 6). De Gruyter, Berlin/Leipzig 1932.
- Spätantike Kaiserporträts. Von Constantinus Magnus bis zum Ende des Westreichs (= Studien zur spätantiken Kunstgeschichte. Band 8). De Gruyter, Berlin/Leipzig 1933.
- Probleme der Lipsanothek in Brescia (= Theophaneia. Band 7). Hanstein, Bonn 1952.